# Uppel
Uppel (anciennement aussi appelé Gantelwijk) est un village situé dans la commune néerlandaise d'Altena, dans la province du Brabant-Septentrional.

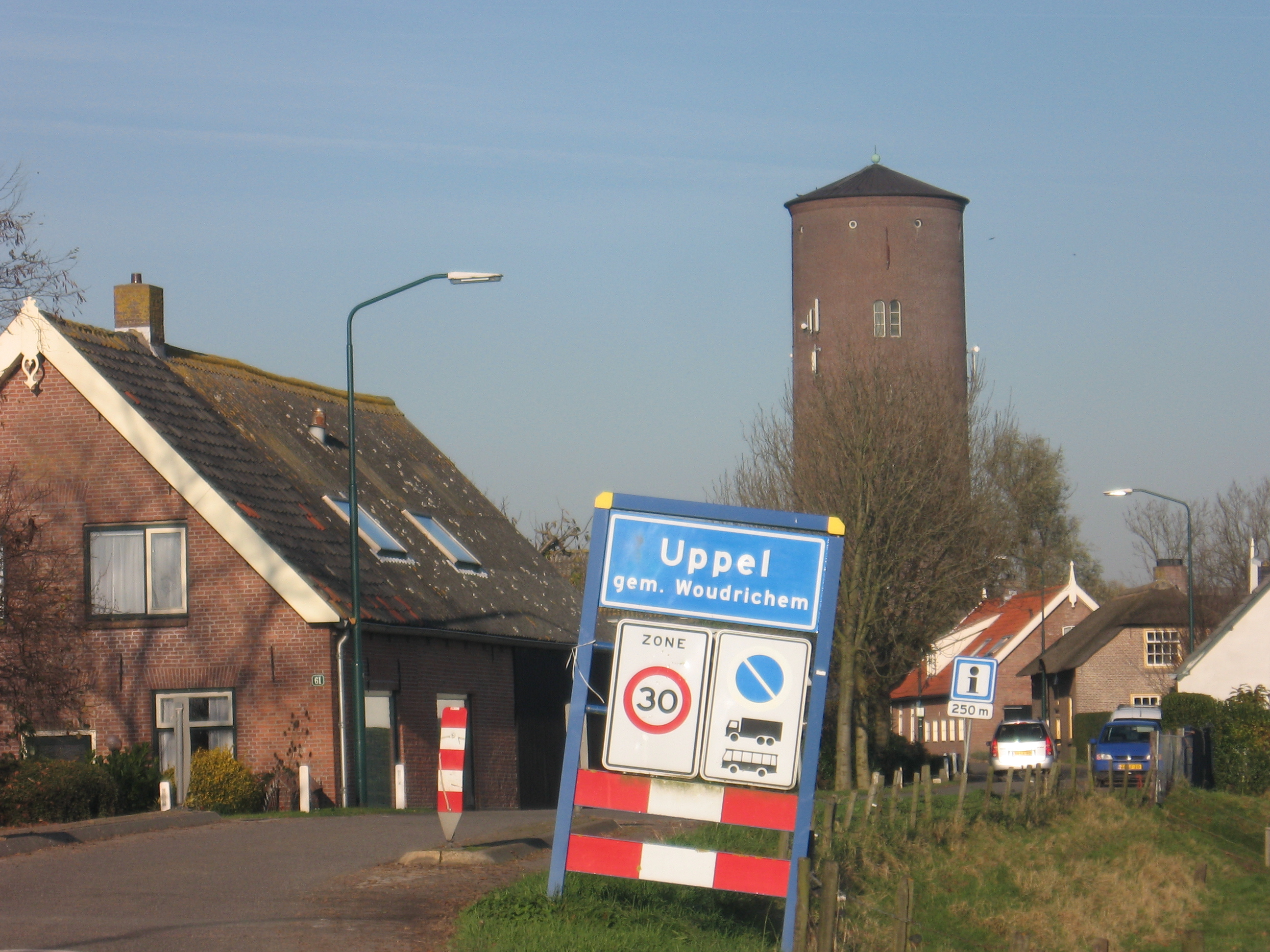
Entrée d'Uppel, vue sur le château d'eau